# Rositta

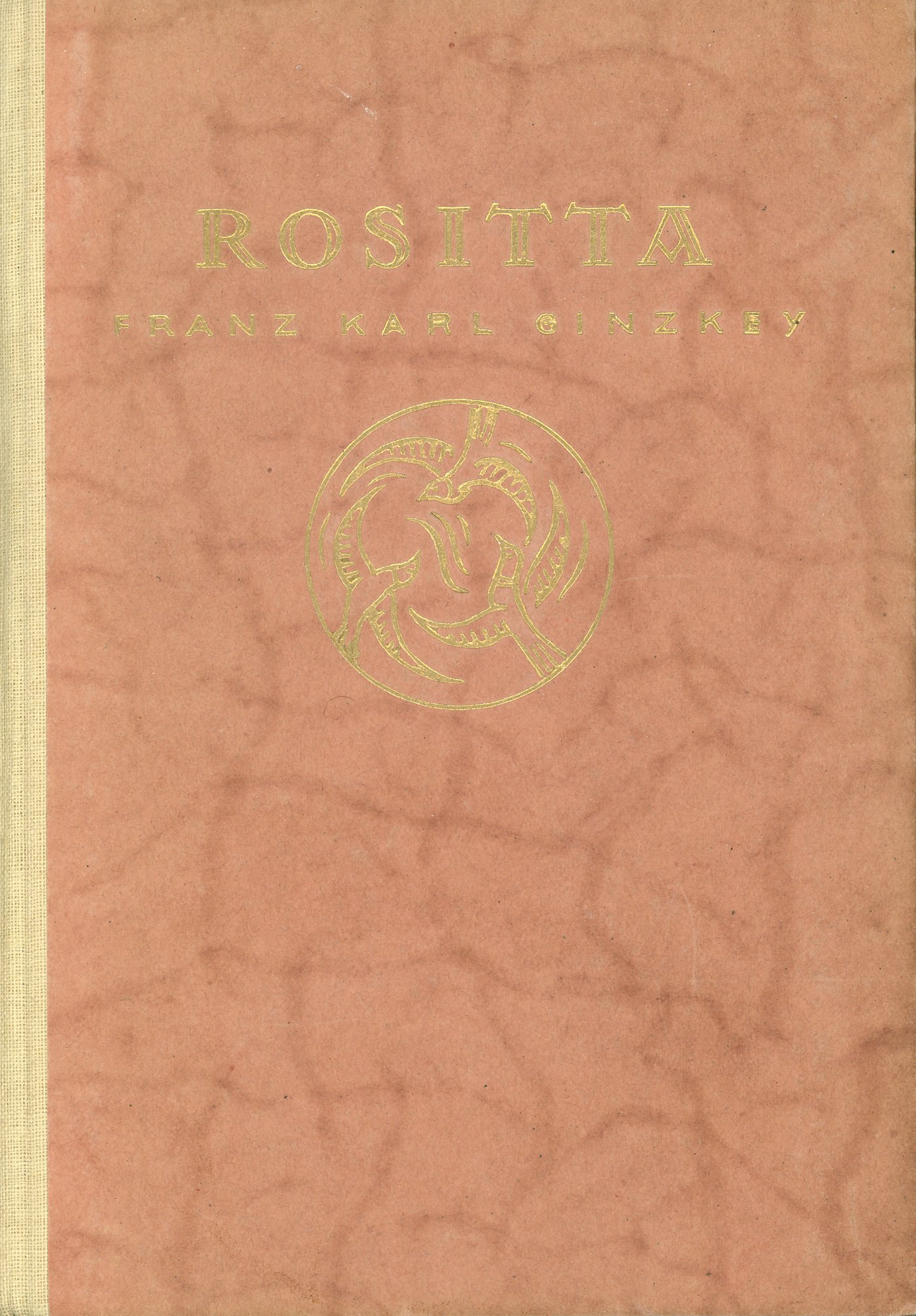
Rositta, Erstausgabe 1921

Rositta ist eine Erzählung des österreichischen Schriftstellers Franz Karl Ginzkey, die 1921 erstmals erschien. 
Mit der Erzählung einer gescheiterten Liebesbeziehung zwischen einem Österreicher und einer Italienerin kurz vor und während des Ersten Weltkriegs stellt Ginzkey aus seiner Sicht gleichzeitig das problematische Verhältnis zwischen Deutschen und Italienern dar, die Sehnsucht der nördlichen Nachbarn nach dem Süden, das gegenseitige Interesse und die Anziehung durch den jeweils anderen Teil, aber auch das Nicht-zusammenkommen-können.

## Inhalt
Der Autor berichtet von einem Freund, dem Maler Ackermann, den er in Wien in dessen Atelier des Öfteren besucht hatte. Als dieser 1919 starb, hinterließ er dem Schriftsteller einige beschriebene Blätter und seinen Malerspiegel. Auf den Blättern schilderte er eine Liebesbeziehung, die den Kern der Erzählung bilden.
Ackermann weilte im Herbst 1913 in Südtirol. Als er vor der Staffelei saß, bemerkte er in seinem Malerspiegel, dass sich von hinten eine junge Frau an ihn heranschlich, die ihm heimlich einen Kranz auf sein Haupt setzen wollte. Doch er drehte sich rasch um und vereitelte ihr Vorhaben. Die junge Frau namens Rositta gehörte zu einer Gesellschaft junger italienischer Menschen, die mit ihr eine Wette abgeschlossen hatten, ob sie dem Maler unbemerkt diesen Streich spielen könne. Da man allgemein aneinander gefallen fand, schloss sich Ackermann ihnen an, da er ohnehin vorgehabt hatte, wiedermals in den Süden zu fahren, nachdem ihn immer wieder verlangte. Über die Stadt Riva am nördlichen Gardasee, hinter der die Grenze zwischen Österreich und Italien verlief, fuhr man mit dem Dampfer nach Salò, wo der Bruder Rosittas zusammen mit ihr das Hotel Regina führte, in das Ackermann nun eingeladen wurde.
Schon während der Fahrt gestand der Maler Rositta, dass er sie sehr schön finde. Beide waren voneinander angezogen, Rositta wahrte aber zunächst einen gewissen Abstand zu Ackermann. Er erhielt vorerst ein Zimmer an der seeabgewandten Seite. Um malen zu können, erhielt er aber Zugang zum privaten Garten des Hotels. Hier sah er während des Malens an der Staffelei durch seinen Malerspiegel einen italienischen Offizier den Garten betreten, der dem Maler aber auswich. Es war der Vetter Rosittas namens Galeazzo, der zu Besuch war, da er sich gerne dienstlich in diesen Ort versetzen lassen wollte und deswegen hier zu tun hatte. Als die beiden einander später vorgestellt wurden, blieb ihr Verhältnis zueinander höflich distanziert. 
Nach einiger Zeit erhielt Ackermann ein anderes Zimmer, da ein deutscher Gelehrter, der bisher dort gewohnt hatte, abgereist war. Es lag zum See gewandt, war aber von allen anderen Zimmern deutlich getrennt und nur über eine Terrasse hinweg zu erreichen. Es stellte sich heraus, dass der Gelehrte ein altes Buch im Schrank vergessen hatte, das die Geschichte des Kaisers Otto des Großen enthielt. Ackermann übernahm es, das wertvolle alte Buch dem Mann nachzuschicken, zuvor aber las er selbst darin. So erfuhr er von der märchenhaften Liebesgeschichte zwischen Otto und der schönen italienischen Königin Adelheid, die Schutz beim Kaiser gesucht hatte und diesen dann heiratete. Damals, im frühen Mittelalter, waren so beide Länder friedlich vereint gewesen, während später deren Verhältnis immer wieder durch Zwist und Streit gekennzeichnet war, obwohl man einander auch schätzte.
Der Umgang des Malers mit seinen Gastgebern wurde immer vertrauter. Levati, der Inhaber des Hotels und Bruder Rosittas ließ sich von Ackermann porträtieren. Er saß stets am Tisch mit ihnen und teilte mit ihnen das Boot während eines zauberhaften nächtlichen Maskenfestes, das sie für ihre Gäste am Gardasee gaben. Schließlich erschien Rositta nachts im Zimmer Ackermanns und beide wurden ein Liebespaar, deren Beziehung auf Wunsch Rosittas aber vor ihrem Bruder und den anderen geheim gehalten wurde.
Ackermann war bezaubert von der temperamentvollen Südländerin. In ihm erwachte immer stärker der Wunsch nach Dauerhaftigkeit der Beziehung. Eines Tages fuhr sie in das nahe gelegene Brescia, um dort verschiedenes zu erledigen und auch ihre Verwandten zu besuchen. Als sie abends bei schlechtem Wetter zur erwarteten Zeit nicht mit der Bahn zurückkehrte, verbrachten Levati und Ackermann in Sorge gemeinsam den Abend, um auf den letzten Zug vor Mitternacht zu warten. Tatsächlich war sie mit diesem angekommen, inmitten von Sturm und Regen von den beiden am Bahnhof abgeholt. Da sie in der Nacht diesmal ernster als sonst war, forschte Ackermann deswegen nach. Da gestand ihm Rositta, dass sie heimlich bereits seit fünf Jahren mit Galeazzo verlobt war. Warum sie dann ein Verhältnis mit Ackermann angefangen hatte, konnte sie auch nicht erklären. So wie sie auch nicht duldete, dass man ein Porträt von ihr male, konnte sie die Vorstellung nicht ertragen, festgelegt zu werden. Ein letztes Mal liebten sie einander im Rausch der Leidenschaft.
Am nächsten Tag reiste Ackermann unter einem Vorwand zum größten Bedauern Levatis ab. Rositta ging ihm so gut es ging aus dem Wege. Galeazzo war auch eingetroffen; er hatte die Versetzung nach Salò erreicht. Mit der Versicherung, bald wieder an den Gardasee zurückzukehren, bestieg Ackermann den Dampfer.
Es folgten Monate der Sehnsucht in Wien. Ackermann schwankte zwischen Selbstachtung und dem Gedanken, doch wieder zurückzukehren und mit Galeazzo um Rositta zu kämpfen. Doch dann brach der Erste Weltkrieg aus und er musste als Soldat an die Front nach Polen. Nach einer schweren Typhuserkrankung war er nicht wieder fronttauglich und wurde als Kriegsmaler nach Südtirol geschickt, wo er wesentliche Ereignisse des Krieges bildnerisch darstellen sollte. Er war bei einem Offizier untergebracht. Hier sah er nun das Elend des Krieges, wie Soldaten stumm an die Front zogen um gegen die Italiener zu kämpfen und wie die Verwundeten, sowohl Österreicher als auch Italiener gemeinsam, von der Front ins Hinterland gebracht wurden. Nach einer Schlacht mit vielen Toten, wurden die den Gefallenen abgenommenen persönlichen Gegenstände, Briefe und Fotos ihrer Angehörigen, in die Unterkunft Ackermanns gebracht. Als er betroffen diese Zeugnisse durchsah, entdeckte er auch ein Bild Rosittas. Wer mochte es bei sich getragen haben? War es Levati, Galeazzo oder jemand anders? Als er den Schlachtenort aufsuchte, fand er dort die notdürftigen Gräber der Gefallenen, die rasch verscharrt worden waren. Als letztes entdeckte er auch ein Kreuz von italienischen Offizieren und darunter unter anderen den Namen Galeazzos. Nun konnte Ackermann auch im Herzen Abschied nehmen von Rositta, denn hatte er bisher mit dem Gedanken gespielt, sie Galeazzo zu entreißen, so war ihm nun klar, dass er sie einem Toten nicht wegnehmen durfte.
Nachdem die Erzählung Ackermanns zu Ende war, fügte der Schriftsteller noch hinzu, dass er einige Zeit nach Ackermanns Tod noch eine Karte aus Italien erhalten hatte, die von Rositta an Ackermann geschickt worden war, von dem sie ja nicht wusste, dass er gestorben war. Sie schrieb: „Die Rosen blühen noch immer in Salò.“ Der Autor schließt sein Buch mit den Sätzen: „Wenn es nicht etwa Rosen sind, die im Jenseits blühen, so sind sie meinem Freunde nicht mehr erreichbar. Ich glaube, dass er Ruhe gefunden hat und wir wollen sie ihm nicht weiter stören!“

## Ausgaben
- Rositta. L. Staackmann, Leipzig 1921.
- Rositta. Edelsteine deutscher Literatur 2. Marnet-Bücherei 121, Neustadt a. d. Haardt 1924.
- Drei Frauen: Rositta, Agnete, Oswalda. Verlag Das Bergland-Buch, Salzburg 1929.
- Rositta. Feldpostausgabe. L. Staackmann, Leipzig 1944.
- Ausgewählte Werke in vier Bänden. Bd. 2 Novellen. Kremayr & Scheriau, Wien 1960.